# Edito de Nantes

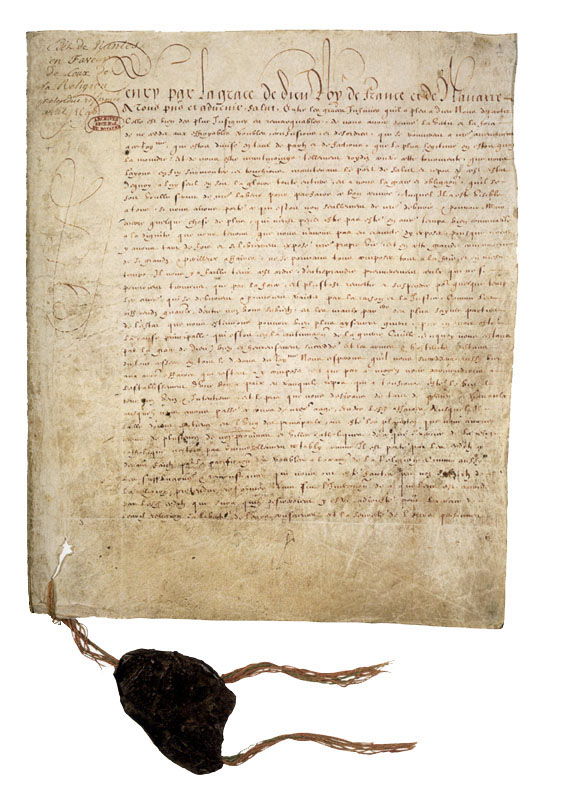
Original do Edito de Nantes.

O Edito de Nantes foi um documento histórico assinado em Nantes a 13 de abril de 1598 pelo rei da França Henrique IV. O edito concedia aos huguenotes a garantia de tolerância religiosa após 36 anos de perseguição e massacres por todo o país, com destaque para o Massacre da noite de São Bartolomeu de 1572.
Com este edito ficava estipulado que a confissão católica permanecia a religião oficial do Estado mas era agora oferecida aos calvinistas franceses a liberdade de praticarem o seu próprio culto. Nos séculos XVI e XVII o edito ficou conhecido como "edito de pacificação".

## Conteúdo
O decreto autorizava a liberdade de culto, com certos limites, aos protestantes calvinistas. A promulgação deste edito colocou fim às guerras religiosas na França que assolaram o país durante o século XVI. Henrique IV, também protestante, tinha-se convertido ao catolicismo para poder subir ao trono. O primeiro artigo do edito é um artigo de amnistia que coloca fim à guerra civil:
Que a memória de todos os acontecimentos ocorridos entre uns e outros depois do começo do mês de março de 1585 e durante as convulsões precedentes dos mesmos, até ao nosso advento à coroa, fiquem dissipados e assumidos como coisa não sucedida. Não será possível nem será permitido aos nossos procuradores-gerais, nem a nenhuma outra pessoa pública ou privada, em nenhuma altura, nem lugar, nem ocasião, qualquer que seja, fazer menção de tal, nem processar ou perseguir ninguém em nenhum tribunal ou jurisdição.

### Debate historiográfico

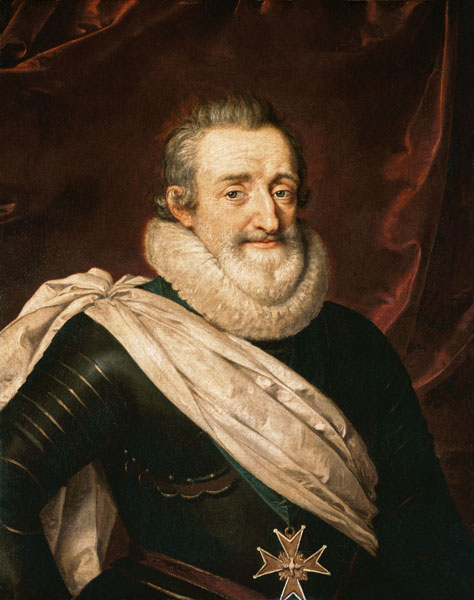
O rei Henrique IV da França.

O Edito de Nantes foi um marco das relações entre o Estado, a Monarquia e a Igreja do Antigo Regime, transformando a vida política e social dos franceses. Embora o decreto não tenha igualado juridicamente católicos e protestantes nem separado a religião do Estado, ele possibilitou o convívio entre diferentes manifestações da fé dentro de um mesmo território.
Um dos principais autores é o historiador alemão Reinhart Koselleck. Em sua obra Crítica e crise, ele interpreta que o Edito de Nantes despolitiza a consciência privada, isto é, separa o indivíduo político de sua vida particular, a qual inclui a religião. Nesse momento da história, a fé passa a ser, portanto, uma questão de opinião, incentivando a racionalidade que, futuramente, será a base do Iluminismo. Nesse sentido, o Absolutismo, involuntariamente, favoreceu a individualização da fé, abrindo espaço para o pensamento iluminista.
Para a filósofa brasileira Maria Cristina Constança Pissarra, a liberdade religiosa não era uma política de Estado, e sim uma concessão provisória do poder. Isso pode ser identificado pelo fato do Edito de Nantes restringir os espaços nos quais os protestantes poderiam manifestar a sua fé. Além disso, o decreto foi uma concessão do rei Henrique IV da França, mas não de Luís XIV, que o revogaria em 1685.
Há também autores, como o historiador francês Jean-Frédéric Schaub, que alertam que a ideia de um Estado moderno secular é enganosa, pois desconsidera as continuidades entre o poder político e as tradições religiosas do Antigo Regime. Nessa situação, a liberdade de culto só era permitida se não representasse uma ameaça ao poder do monarca.
Já Olivier Christin enxerga o Edito de Nantes como resultado de arranjos jurídicos e administrativos que visavam conter os conflitos religiosos e, por isso, formou-se uma esfera de ação política parcialmente separada da religião, antecipando, gradualmente, a possibilidade da fé se tornar também uma questão particular dos sujeitos, e não uma dimensão pública da vida.

## Revogação do Edito

O rei Luís XIV.

Em 23 de outubro de 1685, o rei Luís XIV da França revogaria o Edito de Nantes com o Edito de Fontainebleau - contrariando a vontade do Papa Inocêncio XI e da Cúria Romana. Os huguenotes voltariam a ser perseguidos e muitos deles fugiriam para o estrangeiro: para a Prússia, para os Estados Unidos e África do Sul. A migração dos huguenotes causou problemas econômicos ao país.
O historiador francês Claude-Carloman de Rulhière assim narrou os episódios que se seguiram à revogação do Edito de Nantes, em especial os tratamentos dos padres e dos juízes aos hereges:
Essa foi a ocasião da lei terrível: aqueles que, quando doentes, recusarem o sacramento serão, depois de suas mortes, arrastados pela lama e terão seus bens confiscados. Caso se recuperem, receberão a pena para se redimirem, os homens condenados para sempre às galés, as mulheres à prisão, ambos tendo seus bens confiscados. Mas na maioria de nossas cidades tivemos muitas vezes o horrendo espetáculo de cadáveres arrastados pela lama e também, com frequência, vimos enraivecidos sacerdotes, viático na mão, escoltados por um juiz e seus meirinhos e assistentes, indo às casas de moribundos, e logo depois o populacho fanático divertindo-se com a execução da lei em todo o seu horror. (...) Eu diria que podia ser visto, ao lado do leito dos doentes, um padre cercado por meirinhos e seus assistentes, dispensando com a mais solene pompa os sacramentos sagrados, o mais terrível dos mistérios, instando um homem moribundo a cometer o sacrilégio e zombando dele para a multidão atraída pela curiosidade, alguns tremendo com a profanação, outros se divertindo muito com a visão do herege humilhado, reduzido a uma escandalosa hipocrisia para manter seu capital inteiro para sua família e alguns adornos sem valor para sua sepultura.